# ای-۸۶۹۲۹
ای-۸۶۹۲۹ (به انگلیسی: A-86929) با فرمول شیمیایی C۱۸H۲۱NO۲S یک ترکیب شیمیایی با شناسه پاب‌کم ۹۸۴۱۳۹۸ است. که جرم مولی آن ۳۱۵٫۴۲۹ g/mol می‌باشد. 